# Hans Günter Hockerts
Hans Günter Hockerts (* 7. Februar 1944 in Echternach, Luxemburg) ist ein deutscher Historiker. Er hatte von 1986 bis zum Wintersemester 2008/2009 den Lehrstuhl für Zeitgeschichte an der Ludwig-Maximilians-Universität München inne.

## Leben und Wirken
Hans Günter Hockerts wurde als Sohn des Amtsrentmeisters Karl Hockerts und dessen Frau Josefine, geb. Kahnert, in Echternach (Luxemburg) geboren. Er besuchte die Volksschule in Echternacherbrück (Kreis Bitburg) und anschließend das humanistische Friedrich-Wilhelm-Gymnasium in Trier, an dem er im März 1963 das Abitur ablegte. Von 1963 bis 1969 studierte Hockerts Geschichte und Germanistik an der Universität des Saarlandes in Saarbrücken, wo Ludwig Buisson, Hans Eggers, August Langen, Konrad Repgen und Walter Schmitthenner zu seinen wichtigsten akademischen Lehrern zählten. Im Juli 1969 wurde er in Saarbrücken mit einer von Repgen betreuten Arbeit über Die Sittlichkeitsprozesse gegen katholische Ordensangehörige und Priester 1936/1937 promoviert (Zweitgutachter war Karl-Georg Faber). 1970 legte Hockerts in Saarbrücken das Erste Staatsexamen ab. 
Bereits im Oktober 1969 war Hockerts seinem Lehrer Konrad Repgen als Wissenschaftlicher Assistent an das Historische Seminar der Universität Bonn gefolgt. Von 1975 bis 1976 war er Habilitationsstipendiat der Deutschen Forschungsgemeinschaft und habilitierte sich 1977 in Bonn mit der von Repgen begutachteten Arbeit Sozialpolitische Entscheidungen im Nachkriegsdeutschland. Alliierte und deutsche Sozialversicherungspolitik 1945 bis 1957. 1980 war Hockerts Heisenberg-Stipendiat der Deutschen Forschungsgemeinschaft und erhielt 1981 eine Professur in der Abteilung für Neueste Geschichte und Zeitgeschichte an der Ludwig-Maximilians-Universität München. 1982 folgte er einem Ruf auf den Lehrstuhl dieses Faches an der Universität Frankfurt am Main. Im Jahre 1986 kehrte er nach München auf den Lehrstuhl für Zeitgeschichte zurück. Im Kollegjahr 1999/2000 war er Forschungsstipendiat am Historischen Kolleg in München. Zu seinen akademischen Schülern gehören Elisabeth Kraus, Dieter Pohl, Sybille Steinbacher, Christiane Kuller und Winfried Süß.
Hockerts ist Mitglied der Historischen Kommission bei der Bayerischen Akademie der Wissenschaften, an der er die Abteilung Akten der Reichskanzlei, Regierung Hitler 1933–1945 leitet. Die elfbändige Edition wurde 2022 abgeschlossen. Er war Mitglied des wissenschaftlichen Beirats des Bundesarbeitsministeriums (zur Herausgabe der „Geschichte der Sozialpolitik in Deutschland seit 1945“) und der vom Bundesfinanzministerium berufenen Historikerkommission. Er gehörte der Jury des Geschwister-Scholl-Preises und dem Kuratorium des Collegium Carolinum an und ist korrespondierendes Mitglied der Parlamentarismuskommission in Berlin.

## Schriften (Auswahl)
als Autor
- Die Sittlichkeitsprozesse gegen katholische Ordensangehörige und Priester 1936/1937. Eine Studie zur nationalsozialistischen Herrschaftstechnik und zum Kirchenkampf (= Veröffentlichungen der Kommission für Zeitgeschichte. Reihe B: Forschungen. 6). Matthias-Grünewald-Verlag, Mainz 1971, ISBN 3-7867-0312-4 (Zugleich: Saarbrücken, Universität, Dissertation, 1969) (PDF).
- Sozialpolitische Entscheidungen im Nachkriegsdeutschland. Alliierte und deutsche Sozialversicherungspolitik 1945 bis 1957 (= Forschungen und Quellen zur Zeitgeschichte. 1). Klett-Cotta, Stuttgart 1980, ISBN 3-12-912910-3 (Zugleich: Bonn, Universität, Habilitations-Schrift, 1977).
- Weimarer Republik, Nationalsozialismus, Zweiter Weltkrieg (1919–1945). Erster Teil: Akten und Urkunden (= Quellenkunde zur deutschen Geschichte der Neuzeit von 1500 bis zur Gegenwart. 6/I). Wissenschaftliche Buchgesellschaft, Darmstadt 1996, ISBN 3-534-07085-2.
- Der deutsche Sozialstaat. Entfaltung und Gefährdung seit 1945 (= Kritische Studien zur Geschichtswissenschaft. 199). Vandenhoeck & Ruprecht, Göttingen u. a. 2011, ISBN 978-3-525-37001-8.
- Ein Erbe für die Wissenschaft. Die Fritz Thyssen Stiftung in der Bonner Republik. Ferdinand Schöningh, Paderborn 2018, ISBN 978-3-506-78890-0.

als Herausgeber
- Das Adenauer-Bild in der DDR (= Rhöndorfer Gespräche. Veröffentlichungen der Stiftung Bundeskanzler-Adenauer-Haus. 15). Bouvier, Bonn 1996, ISBN 3-416-02627-6.
- Drei Wege deutscher Sozialstaatlichkeit. NS-Diktatur, Bundesrepublik und DDR im Vergleich (= Schriftenreihe der Vierteljahrshefte für Zeitgeschichte. 76). Oldenbourg, München 1998, ISBN 3-486-64576-5.
- Koordinaten deutscher Geschichte in der Epoche des Ost-West-Konflikts (= Schriften des Historischen Kollegs. Kolloquien. 55). Oldenbourg, München 2004, ISBN 3-486-56768-3 (Digitalisat).
- Bundesrepublik Deutschland. 1966–1974. Eine Zeit vielfältigen Aufbruchs (= Geschichte der Sozialpolitik in Deutschland seit 1945. 5). Nomos, Baden-Baden 2006, ISBN 3-7890-7321-0.

als Mitherausgeber
- mit Klaus Gotto: Konrad Repgen: Von der Reformation zur Gegenwart. Beiträge zu Grundfragen der Neuzeitlichen Geschichte. Schöningh, Paderborn u. a. 1988, ISBN 3-506-77207-4.
- mit Richard Bauer, Brigitte Schütz, Wolfgang Till und Walter Ziegler: München – „Hauptstadt der Bewegung“. Bayerns Metropole und der Nationalsozialismus. Klinkhardt und Biermann, München 1993, ISBN 3-7814-0362-9.
- mit Christiane Kuller: Nach der Verfolgung. Wiedergutmachung nationalsozialistischen Unrechts in Deutschland? (= Dachauer Symposien zur Zeitgeschichte. 3). Wallstein, Göttingen 2003, ISBN 3-89244-625-3.
- mit Hans Maier: Christlicher Widerstand im Dritten Reich. Plöger, Annweiler 2003, ISBN 3-89857-162-9.
- mit Claudia Moisel und Tobias Winstel: Grenzen der Wiedergutmachung. Die Entschädigung für NS-Verfolgte in West- und Osteuropa 1945–2000. Wallstein, Göttingen 2006, ISBN 3-8353-0005-9.
- mit Winfried Süß: Soziale Ungleichheit im Sozialstaat. Die Bundesrepublik Deutschland und Großbritannien im Vergleich (= Zeitgeschichte im Gespräch. 8). Oldenbourg, München 2010, ISBN 978-3-486-59176-7 (Volltext digital verfügbar).
- mit Ulrich Becker und Klaus Tenfelde: Sozialstaat Deutschland. Geschichte und Gegenwart (= Reihe Politik- und Gesellschaftsgeschichte. 87). Dietz, Bonn 2010, ISBN 978-3-8012-4198-8.
- mit Bernhard Emunds: Den Kapitalismus bändigen. Oswald von Nell-Breunings Impulse für die Sozialpolitik. Ferdinand Schöningh, Paderborn 2015, ISBN 978-3-506-78117-8.
- mit Günther Schulz: Der „Rheinische Kapitalismus“ in der Ära Adenauer. Ferdinand Schöningh, Paderborn 2016, ISBN 978-3-506-78270-0.
- mit Friedrich Wilhelm Graf: Distanz und Nähe zugleich? Die christlichen Kirchen im „Dritten Reich“. NS-Dokumentationszentrum, München 2017, ISBN 978-3-946041-17-7.